# Maria Lundqvist
Annika Maria Lundqvist (Göteborg, 14 ottobre 1963) è un'attrice svedese. 
Ha avuto una relazione con il drammaturgo Mikael Bengtsson con il quale ha avuto cinque figli tra cui l'attore Anton Lundqvist. Dal 2010 ha una relazione con l'attore Kristoffer Hellström.

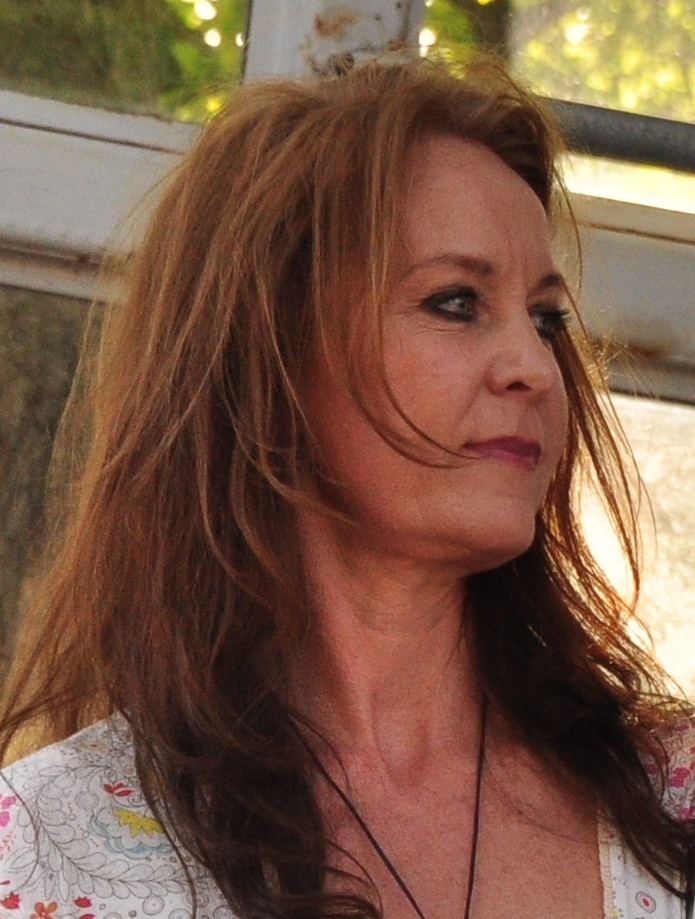
Maria Lundqvist nel 2010

## Filmografia (Parziale)
- Före stormen - regia di Reza Parsa (2000)
- Familjehemligheter - regia di Kjell-Åke Andersson (2001)
- Delitto a Stoccolma (Sprängaren) - regia di Colin Nutley (2001)
- Due madri per Eero (Äideistä parhain) - regia di Klaus Härö (2005)
- Schwedisch für Fortgeschrittene - regia di Colin Nutley (2006)
- Involuntary (De ofrivilliga) - regia di Ruben Östlund (2008)
- Maria Larssons eviga ögonblick - regia di Jan Troell (2008)
- Rallybrudar - regia di Lena Koppel (2008)
- Himlens hjärta - regia di Simon Staho (2008)
- En underbar jävla jul - regia di Helena Bergström (2015)

### Televisione
- Vi ses på Bråddvaj - serie TV (1982)
- Den ena kärleken och den andra - serie TV (1993)
- Sally - serie TV (16 episodi) (1999)
- Kvinnor emellan - serie TV (2004)
- Kniven i hjärtat - serie TV (2004)
- 30 grader i februari - serie TV (2016)
- Kronprinsen som försvann - serie TV (2022)

## Riconoscimenti
- Guldbagge
  - 2002
    - Candidatura a miglior attrice per Familjehemligheter
    - Candidatura a miglior attrice non protagonista per Sprängaren

  - 2006 - Miglior attrice in Due madri per Eero
  - 2008 - Candidatura a miglior attrice in Den nya människan
  - 2009 - Miglior attrice non protagonista in Himlens hjärta